# Короткометражний анімаційний фільм
Короткометражний анімаційний фільм або дуже поширений анімаційний короткометражний фільм, також короткометражний мультфільм, короткометражка — тип фільму який виконаний у анімаційному стилі. Типова довжина фільму 10-20 хвилин, звичайно не більше однієї години.

## Анімаційні фільми у УРСР
1967 рік, тоді на «Київнаукфільм» надійшов лист (прізвище автора втратилось) від жителя Запоріжжя, з проханням зняти короткометражний фільм «Як козаки куліш варили», і навіть вже з вигаданими іменами героїв. Так і зародилися Тур, Грай і Око. За першим фільмом, почали знімати інші. Козаки створювали позитив навколо себе. Вони почали визволяти, робити добро. Другий мультфільм мав назву «Як козаки у футбол грали», був дуже популярний. За ним «Як козаки наречених визволяли», «Як козаки сіль купували», «Як козаки олімпійцями стали», «Як козаки мушкетерам допомагали», «Як козаки в хокей грали». У 1980 році з'явився один з найвідоміших короткометражних мультфільмів українських аніматорів — «Капітошка» Бориса Храневича. Озвучений актором Богданом Бенюком і Людмилою Ігнатенко, він увійшов до «10 мультиків, яким українці дякують за щасливе дитинство». Тоді, українські аніматори створили «Пригоди капітана Врунгеля».
За сюжетом капітан Врунгель візьме участь у вітрильній регаті. У порту на його яхту «Біда» потрапляє викрадена з музею статуя Венери, яку шукають не тільки правоохоронні органи в особі агента 00X (пародія на агента 007), але й безжалісні гангстери «Джуліко Бандітто» та «Де ля Воро Гангстерітто», що працюють на загадкового Шефа. В команді проекту працювали всі ті, хто заклав фундамент анімаційної частини «Київнаукфільм», це — Олександр Татарський, Адольф Педан, Наталя Марченкова, Ігор Ковальов, Едуард Кірич, Костянтин Чікін та інші. Київську студію почали називати «кузнею кадрів». Вже у 1983 році вийшов «Дерево і кішка». У ньому розповідається історія про взаємовідносини дерева і кішки.